# Dance Gavin Dance (альбом)
Dance Gavin Dance — второй студийный альбом американской постхардкор-группы Dance Gavin Dance (также известный как «Death Star» из-за обложки альбома), выпущенный 19 августа 2008 года на лейбле Rise Records. Альбом является продолжением дебютного полноформатного студийного альбома группы Downtown Battle Mountain (2007) и первым студийным релизом с участием вокалиста Курта Трэвиса и ритм-гитариста Закари Гаррена, которые заменили Джонни Крейга и Шона О’Салливана, соответственно, в 2007 году. Альбом был спродюсирован, смикширован и отмастерен Крисом Крамметтом и записан в Портленде, штат Орегон. После выхода альбом занял 172 место в Billboard 200 и 26 место в чарте Top Independent Albums.
Самоназванный альбом был поддержан четырьмя синглами. Лид-сингл, «The Robot with Human Hair, Pt. 3», был выпущен 11 мая 2008 года. Второй сингл, «Alex English», названный в честь ушедшего на пенсию баскетболиста Александра Инглиша, был выпущен 5 июня. Третий сингл, «Me and Zoloft Get Along Just Fine», был выпущен 11 июня. Песня «Caviar» с участием Чино Морено из американской метал-группы Deftones была выпущена в качестве четвёртого и последнего сингла 15 августа 2008 года. Инструментальная версия «Dance Gavin Dance» была выпущена 29 ноября 2019 года.

## Отзывы
| Оценки критиков | Оценки критиков |
| Источник        | Оценка          |
| --------------- | --------------- |
| Allmusic        | без оценки      |

Альбом получил умеренные отзывы музыкальной критики и интернет-изданий.
В Allmusic отметили, что «С ритмически сложными акустико-электрическими шоу-стопперами вроде „Caviar“ и почти прог-роковыми интро „Robot with Human Hair“ и „Alex English“, группа из Сакраменто Dance Gavin Dance острит над общепринятыми параметрами хардкора, поддерживая при этом стандарты жанра — риффаж и завывания. Этот второй полноформатный альбом развивает обещания их дебюта 2007 года, с немного более пробивным и прямым продакшеном, и множеством сильных песен».

## Список композиций
| №                   | Название                                                 | Длительность |
| ------------------- | -------------------------------------------------------- | ------------ |
| 1.                  | «Alex English»                                           | 4:26         |
| 2.                  | «Buffalo!»                                               | 2:40         |
| 3.                  | «Me and Zoloft Get Along Just Fine»                      | 3:06         |
| 4.                  | «The Robot with Human Hair, Pt. 3»                       | 3:45         |
| 5.                  | «Hot Water on Wool»                                      | 4:26         |
| 6.                  | «Hot Water on Wool (Reprise)»                            | 1:56         |
| 7.                  | «Uneasy Hearts Weigh the Most» (при участии Nic Newsham) | 3:38         |
| 8.                  | «Caviar» (при участии Chino Moreno)                      | 4:16         |
| 9.                  | «Rock Solid» (при участии Matt Geise)                    | 5:05         |
| 10.                 | «Burning Down the Nicotine Armoire, Pt. 2»               | 3:31         |
| 11.                 | «Reprogramming Mental Preprogramming»                    | 3:09         |
| 12.                 | «Skyhook»                                                | 2:53         |
| 13.                 | «People You Know» (Hidden track starting at 4:46)        | 9:21         |
| Общая длительность: | Общая длительность:                                      | 52:12        |

## Чарты
| Чарт (2008)                            | Высшая позиция |
| -------------------------------------- | -------------- |
| США (Billboard 200)                    | 172            |
| США (Billboard Top Independent Albums) | 26             |